# Elgin Elwais
Elgin Loren Elwais (* 5. März 1985 in Koror) ist ein ehemaliger palauischer Ringer.

## Biografie
Elgin Elwais war bei der Eröffnungsfeier der Olympischen Sommerspiele 2008 in Peking Fahnenträger Palaus und startete im Bantamgewicht des Griechisch-römischen Stils. Er verlor seinen einzigen Kampf gegen Hamid Sourian und belegte im Endklassement den 19. Rang.